# Mohamed Abdel-Shafi
Mohamed Abdel-Shafi, né le 1er juillet 1985 au Caire, est un footballeur international égyptien. Il joue au poste d'arrière gauche.

## Biographie

### En club
Mohamed Abdel-Shafy commence le football en équipes jeunes du club d'ENPPI Club où il reste deux ans sans pourtant jouer en équipe première. En 2005, il rejoint le Ghazl El Mahallah et commence dès la première année a jouer en première division. Après une saison pleine, il décide d'être transféré pour un club un peu plus huppé : le Zamalek SC.
Le 7 août 2009, il débute sous ses nouvelles couleurs justement contre son club formateur : le ENPPI Club (3-1), il dispute l'intégralité du match.

### En sélection nationale
Fin d'année 2009, il est appelé dans le groupe des 23 pour disputer la CAN 2010 alors qu'il n'a fait aucun match avec la sélection égyptienne. Pour le compte d'un match de préparation pour la CAN 2010 contre le Malawi (1-1), il honore sa première sélection en étant titulaire dans la défense égyptienne.
Le 28 janvier lors de la demi-finale de la CAN 2010 contre l'Algérie, il entre en jeu à la 78e puis trois minutes après il marque le 3e but de son équipe lors de l'étincelante victoire égyptienne 4 à 0.
Il fait partie de la liste des 23 joueurs égyptiens sélectionnés pour disputer la Coupe du monde de 2018 en Russie.

## But international
|    | Date            | Lieu                                      | Adversaire | Résultat | Compétition |
| -- | --------------- | ----------------------------------------- | ---------- | -------- | ----------- |
| 1. | 28 janvier 2010 | Stade National d'Ombaka, Benguela, Angola | Algérie    | 4-0      | CAN 2010    |

## Carrière
| Saison    | Club              | Pays         | Championnat | Coupes nationales | Coupe d'Afrique | Sélection Égypte |
| --------- | ----------------- | ------------ | ----------- | ----------------- | --------------- | ---------------- |
| 2003-2004 | ENPPI Club        | 1re division | -           | -                 | -               | -                |
| 2004-2005 | ENPPI Club        | 1re division | -           | -                 | -               | -                |
| 2005-2006 | Ghazl El Mahallah | 1re division | -           | -                 | -               | -                |
| 2006-2007 | Ghazl El Mahallah | 1re division | 5 matchs    | -                 | -               | -                |
| 2007-2008 | Ghazl El Mahallah | 1re division | 8 matchs    | -                 | -               | -                |
| 2008-2009 | Ghazl El Mahallah | 1re division | 28 matchs   | -                 | -               | -                |
| 2009-2010 | Zamalek SC        | 1re division | 11 matchs   | -                 | -               | 7 matchs / 1 but |

Dernière mise à jour le 3 février 2010

## Palmarès

### En club
| Zamalek SC - Championnat d'Égypte (3) : - Champion : 2014-15 et 2020-21. 2021-22 - Coupe d'Égypte (3) : - Vainqueur : 2012-13, 2013-14 et 2018-19. - Supercoupe d'Égypte (3) : - Vainqueur : 2019-20. - Supercoupe de la CAF (1) : - Vainqueur : 2020. |  | Al-Ahli - Championnat d'Arabie saoudite (1) : - Champion : 2015-16. - Coupe d'Arabie saoudite (1) : - Vainqueur : 2014-15. - Coupe du Roi des champions d'Arabie saoudite (1) : - Vainqueur : 2016. - Supercoupe d'Arabie saoudite (1) : - Vainqueur : 2016. |

### En sélection
Égypte
- Coupe d'Afrique des nations (1) :
  - Vainqueur : 2010.
  - Finaliste : 2017.